# 超原子価
超原子価化合物もしくは超原子価分子（ちょうげんしかぶんし、英: hypervalent molecule）とは、形式的に原子価殻に8つ以上の電子を持つ典型元素を含有する化合物、分子のことである。また、このような状態の典型元素は超原子価状態である、超原子価を取る、などと言われる。五塩化リン ({\displaystyle {\ce {PCl5}}})、六フッ化硫黄 ({\displaystyle {\ce {SF6}}})、三ヨウ化物イオン ({\displaystyle {\ce {I3^-}}}) は超原子価化合物の例である。なお、リン酸イオン ({\displaystyle {\ce {PO4^{3-}}}})も超原子価化合物の代表例として挙げられることがあるが、近年の解析の結果超原子価状態の寄与は少ないと指摘されている。超原子価化合物はJeremy I. Musherによって、酸化数の最も低い状態でない15-18族の元素を持つ化合物として、1969年に初めて定義された。
いくつかの特殊な超原子価化合物が存在する。
- 超原子価ヨウ素化合物は、有機化学において有用な反応試薬である。
- スルフランやペルスルフランは超原子価硫黄化合物である。

## 歴史と論争
超原子価分子の性質と分類に関する議論はギルバート・ルイスおよびアーヴィング・ラングミュアと1920年代における化学結合の性質に関する議論に遡る。ルイスは超原子価の描写において二中心二電子（2c-2e）結合の重要性を主張し、それゆえにこういった分子を説明するために拡張オクテット則を用いた。その一方で、ラングミュアはオクテット則の優勢性を支持し、オクテット則を破ることなく超原子価を説明するためにイオン結合を用いることを好んだ（例えば {\displaystyle {\ce {SF4^{2+}}}}, {\displaystyle {\ce {2F^-}}}）。
1920年代末と1930年代、Sugdenは二中心一電子（2c-1e）結合の存在を主張し、ゆえに拡張オクテット則やイオン結合性を必要とすることなく超原子価分子における結合を合理的に説明した。これは当時ほとんど受け入れられなかった。1940年代と1950年代、Rundleとピメンテルは三中心四電子結合の考えを世に広めた。この考えはSugdenがその数十年前に提示しようと試みたものと本質的に同じ概念である。三中心四電子結合は、リガンドに局在化した2つの非結合性電子を残した2つの共線的な二中心一電子結合から成るという別の見方ができる。
実際に超原子価有機分子を調製する試みは20世紀の前半にヘルマン・シュタウディンガーとゲオルク・ウィッティヒによって始まった。彼らは現存の原子価理論に挑もうとし、窒素およびリンを中心とする超原子価分子の調製に成功した。超原子価の理論的基礎はJ. I. Musherの研究まで詳しく説明されなかった。
1990年、Magnussonは、第2周期元素の超原子価化合物中の結合におけるd軌道混成の役割を決定的に排除する影響力の大きい研究を発表した。これは長い間、分子軌道理論を用いてこれらの分子を描写するうえで論争と混乱の的であった。混乱の一部はこれらの化合物を描写するために使われる基底関数系にd関数を含めなければならない事実に起因しており（さもなければ不合理に高いエネルギーと歪んだ構造が得られる）、分子波動関数に対するd関数の寄与は大きい。これらの事実はd軌道が結合に関与するはずであることを意味すると歴史的に解釈されてきた。原子価結合法の観点からは、s軌道、p軌道、d軌道の混成によるsp3dとsp3d2混成軌道が結合に関与するとされてきた。しかしながら、Magnussonは、d軌道は超原子価に関係していないと結論付けた。

## 批判
超原子価という言葉は、化学的な結合様式に関して何ら情報を示していないと言う理由から、Paul von Rague Schleyerは、1984年に超配位 (hypercoordination) という言葉を提案している。
超原子価という概念は電子の局在化の役割について分析を行っているRonald Gillespieによっても非難を受けている。Gillespieは、「超原子価とそうでないものの結合において、根本的な違いが無く、超原子価という言葉を使う理由が無い」と結論づけた。
PF5のような電気的に陰性な配位子をもった超配位化合物は、中心の原子から電子が引き抜かれて非局在化し、中心の原子の実質的な電子数は8電子以下になることが示されている。このような見方は、PF5のようなフッ素を構成要素とする超配位化合物の水素類縁体、すなわちホスホラン PH5は不安定な化合物であるという事とも合致する。
熱力学計算の上では、イオン性のモデルでもある程度うまく説明できる。たとえば、{\displaystyle {\ce {PF4^+F^-}}} が三フッ化リン {\displaystyle {\ce {PF3}}}とフッ素 {\displaystyle {\ce {F2}}}との反応から生成する際には発熱反応となるのに対し、{\displaystyle {\ce {PH4^+H^-}}}を生成する際にはそうならない。

## 代替定義
Durrantは、Atoms in molecules理論から得られる原子電荷マップの解析に基づいて、超原子価の代替定義を提唱している。この方法は、「観測される電荷分布を再現する妥当なイオン性および共有結合性共鳴構造の任意の組合せによって得られる、任意の原子での形式共有電子数」として原子価電子当量（γ）と呼ばれるパラメーターを定義する。特定の原子Xについて、γ(X) の値が8よりも大きければ、その原子は超原子価である。この代替定義を用いると、Musherの定義では超原子価である PCl5、SO42−、XeF4といった多くの化学種は、中心原子から電子を引き抜く強いイオン結合のために、超原子価ではなく超配位に再分類される。一方で、オクテット則を満足させるためにイオン結合で通常は書かれていたオゾン O3、亜酸化窒素NNO、トリメチルアミン-N-オキシド (CH3)3NOといった一部の化合物は、正真正銘超原子価であることが分かる。リン酸イオンPO43−（γ(P) = 2.6、非超原子価）およびオルト硝酸塩NO43−（γ(N) = 8.5、超原子価）についてのγの計算の例を以下に示す。

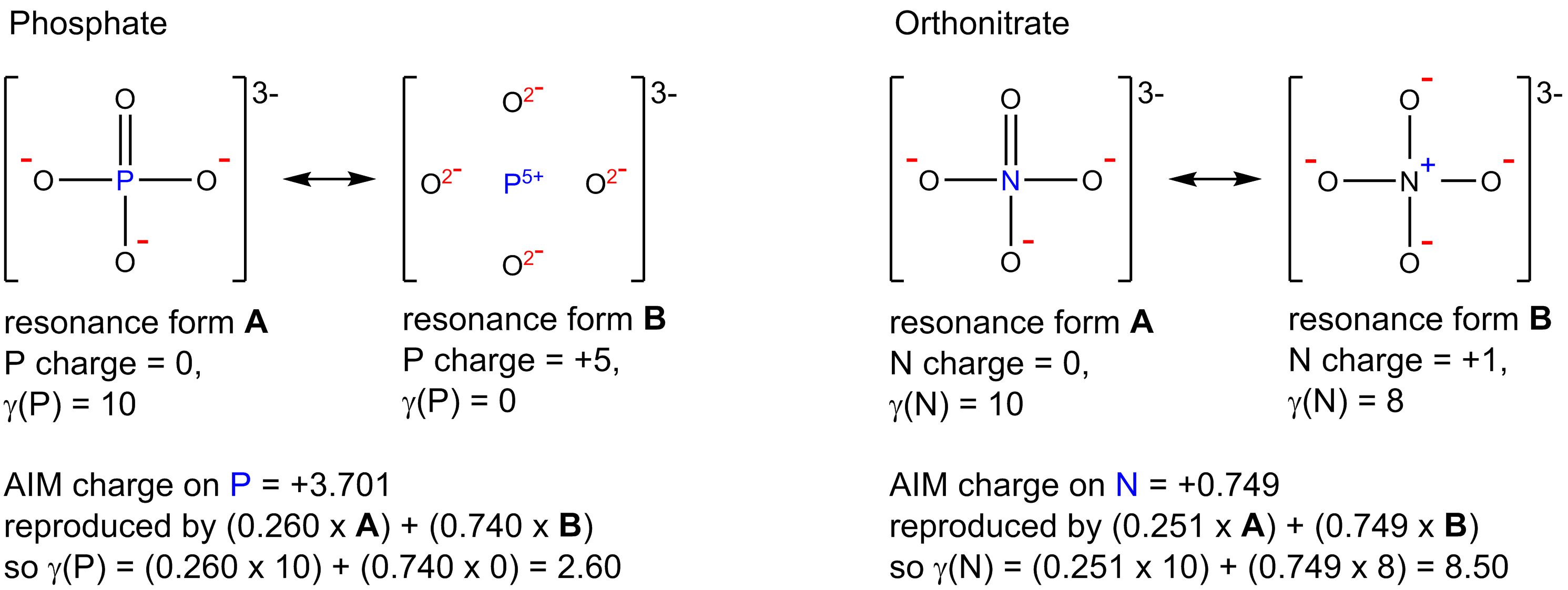
リン酸イオンとオルト硝酸イオンについての原子価電子当量の計算

## 超原子価分子における結合
超原子価分子の幾何構造の初期考察は、原子結合についてのVSEPR模型によってうまく説明されていた親しみのある取り決めに戻る。それに基づいて、AB5ならびにAB6型分子はそれぞれ三角両錐ならびに八面体構造を取る。しかしながら、観察される結合角、結合長、ルイスのオクテット則の見掛けの違反を説明するため、いくつかの代替模型が提唱されてきた。
1950年代、超原子価結合の拡張原子価殻表現が、5配位および6配位分子の中心原子がsおよびp原子軌道に加えてd原子軌道を利用している分子構造を説明するために提示された。しかしながら、ab initio計算の研究における進歩は、超原子価結合へのd軌道の寄与はこの結合の性質を描写するには小さすぎることを明らかにしており、この描写ははるかに重要性の度合いが低いと現在は見なされている。6配位SF6の場合は、d軌道はS-F結合形成に関与していないが、硫黄原子とフッ素原子間の電荷移動および適切な共鳴構造が超原子価を説明できることが示されている（下記参照）。
オクテット則のさらなる改良が超原子価結合におけるイオン結合性を含めるために試みられてきた。これらの改良の一つとして、1951年に、定性的な分子軌道を使って超原子価結合を描写する三中心四電子（3c-4e）結合の概念が提唱された。3c-4e結合は中心原子上のp原子軌道と中心原子の両側の2つの配位子のそれぞれからの原子軌道との組み合わせによって与えられる3つの分子軌道として描写される。2つの電子対の1つのみが中心原子との結合に関与する分子軌道を占めており、2つ目の電子対は非結合性で、2つの配位子からの原子軌道のみから成る分子軌道を占めている。オクテット則が保たれるこの模型はMusherにも支持された  。

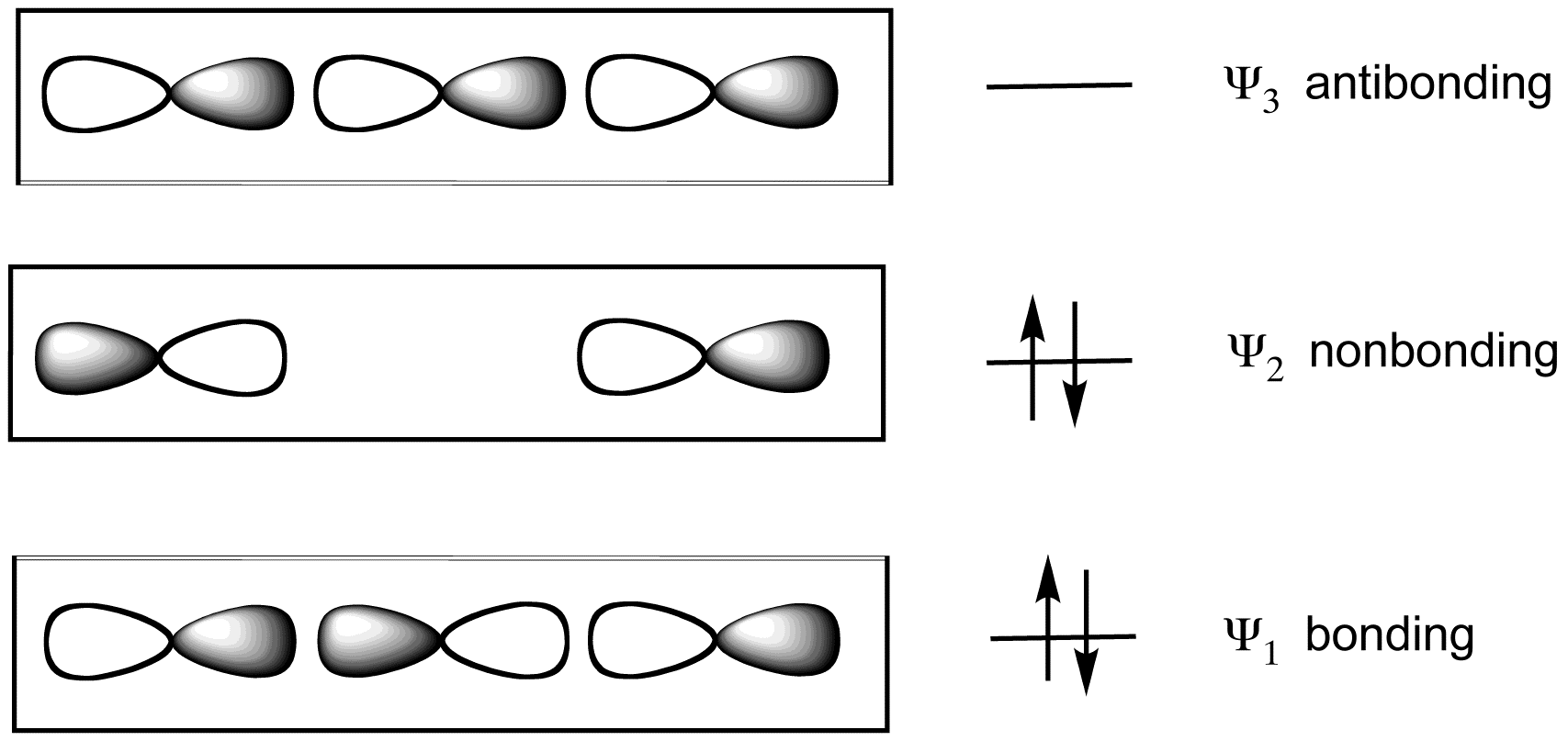
三中心四電子結合の定性的模型

### 分子軌道理論
超原子価分子の完全な描写は、量子力学的手法を使う分子軌道理論の結果から生じる。例えば、六フッ化硫黄におけるLCAO（原子軌道の線形結合）は、1つの硫黄3s軌道、3つの硫黄3p軌道、フッ素軌道の6つの八面体構造対称適合線形結合（SALC）を基底関数系に取り、合計10個の分子軌道が得られ（最低エネルギーの完全に占有された4つの結合性MO、中間的エネルギーの完全に占有された2つの非結合性MO、最も高いエネルギーを持つ空の4つの反結合性MO）、12個の価電子全てが占めるだけの軌道が得られる。これは、フッ素のような電気的陰性の配位原子を含むSX6分子についてのみ安定な配置であり、これによってなぜSH6が形成されないかが説明される。この結合モデルでは、2つの非結合性MO（1eg）は6つ全てのフッ素原子上に等しく局在化している。

### 原子価結合理論
配位子が中心の超原子価原子よりも電気的に陰性である超原子価化合物では、共鳴構造はわずか4つの共有電子対結合を使って描くことができ、オクテット則に従うイオン結合が得られる。例えば、五フッ化リン（PF5）では、5つの共鳴構造がそれぞれ4つの共有結合と1つのイオン結合（アキシアル結合におけるイオン性により重きを置く）を使って生成できる。これはオクテット則を満たし、観測される三角両錐分子構造とエクアトリアル位（154 pm）よりもアキシアル位の結合長（158 pm）が長い事実を説明する。

五フッ化リン。アキシアル位イオン結合を持つ2つの共鳴構造とエクアトリアル位イオン結合を持つ3つの共鳴構造が存在する。

六フッ化硫黄といった6配位分子では、6つの結合は同じ結合長である。上述した合理化が適応でき、イオン性がそれぞれの硫黄-フッ素結合に等しく分布するような、4つの共有結合と2つのイオン結合を持つ15の共鳴構造が生成される。

六フッ化硫黄。隣合う（cis）位置に2つのイオン結合を持つ12の共鳴構造と、反対側（trans）の位置に2つのイオン結合を持つ3つの共鳴構造が存在する。

スピン結合原子価結合理論がジアゾメタンに適用され、得られた軌道解析が中心の窒素が5つの共有構造を持つ化学構造の観点から解釈された。

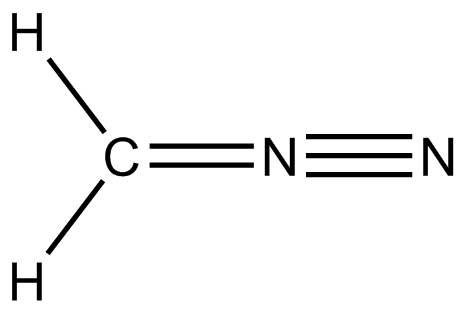
ジアゾメタンの化学構造式。超原子価窒素が示されている。

この結果、著者らは以下のような興味深い結論に至った。

我々皆が学部生の時に教わったことに反して、窒素原子は実際には5つの共有結合を形成しており、d軌道はこの状態に何の関係もない。